# Jacopo Amigoni

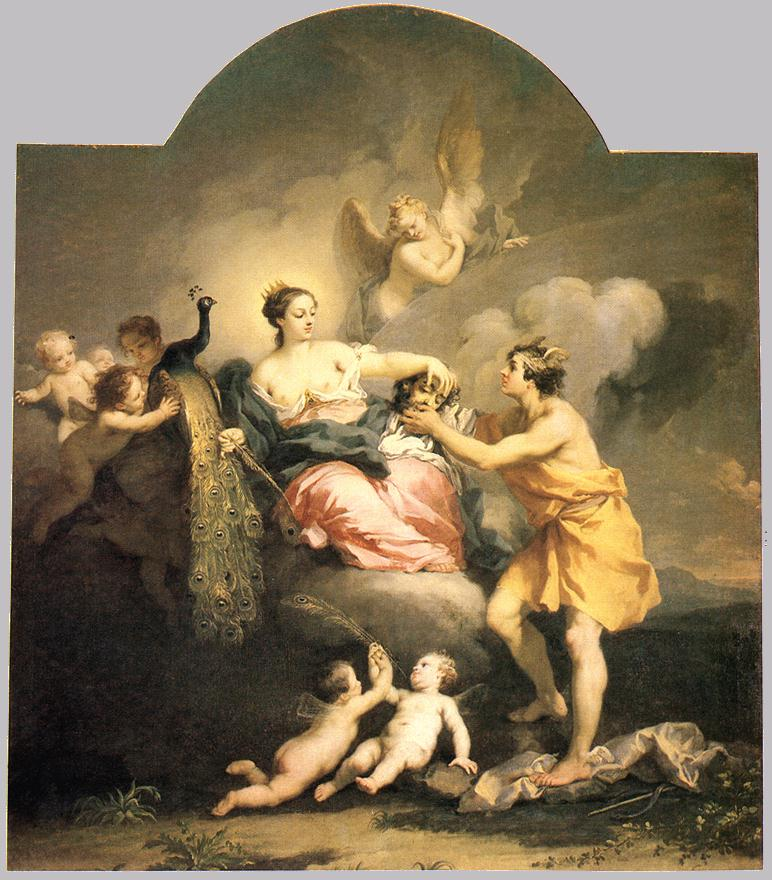
Juno Receiving the Head of Argos (1730–32)
olej na plátně, 108 × 72 cm.
Moor Park, Rickmansworth, Hertfordshire

Jacopo Amigoni (asi 1682 – září 1752 Madrid), také známý jako Giacomo Amiconi, byl benátský historický a portrétní malíř, který pracoval po celé Evropě ve víceméně mezinárodním stylu. Od benátského rokoka s prvky od Sebastiana Ricci a také francouzského rokoka. Později i od Giovanniho Battisty Tiepola. Několik let pracoval pro bavorského kurfiřta a potom v roce 1730 přesídlil do Londýna, kde maloval rozličné dekorativní cykly a portréty.